# Oberding
Oberding er en kommune i Landkreis Erding i Regierungsbezirk Oberbayern i den tyske delstat Bayern. Den er en del af Verwaltungsgemeinschaft Oberding.

## Geografi
Oberding ligger i Region München midt i Erdinger Moos mellem floderne Sempt og Dorfen. Kommunen ligger cirka 6 km nordvest for Erding, 17 km syd for Freising og 36 km fra delstatshovedstaden München lige i nærheden af Flughafen München.

### Inddeling
Der er følgende landsbyer oh bebyggelser
- Notzing
- Oberding
- Aufkirchen
- Niederding
- Notzingermoos
- Oberdingermoos
- Schwaig
- Schwaigermoos

For at bygge start- og landingsbaner til Flughafen München Franz Josef Strauß blev beboerne i Franzheim og en del fra Schwaigermoos forflyttet i 1992. En stor del af lufthavnens område ligger i kommunen. Den planlagte udbygning, nødvendiggør yderligere genbosættelser af folk fra Schwaigermoos.